# Campeonato Paranaense de Futsal de 2009
O Campeonato Paranaense de Futsal de 2009, cujo nome usual é Chave Ouro 2009, foi a 15ª edição da principal competição da modalidade no estado, sua organização é de competência da Federação Paranaense de Futsal.
A Copagril, sagrou-se campeã da Taça Paraná de Futsal (Troféu Jorge Kudri), que equivale a primeira fase da competição e também do Campeonato ao derrotar o tradicional São Miguel, na grande final, o que lhe garantiu automaticamente a vaga para à Taça Brasil de Clubes de 2010, já o Medianeira e o Cianorte, foram rebaixados à Chave Prata.

## Regulamento
O Campeonato Paranaense Futsal Chave Ouro 2009, será disputado em cinco fases com o início previsto para o dia 20 de março e término em 27 de novembro.
Taça Paraná de Futsal (Primeira Fase)
Na Primeira fase, as 16 equipes jogam entre si em Turno único. Se qualificam para a Segunda Fase os 12 mais bem colocados, sendo que o clube que terminar com a 1ª posição garante o título da Taça Paraná de Futsal (Troféu Jorge Kudri);
Segunda Fase
As doze equipes classificadas, serão distribuídas em dois grupos, de seis componentes, disputando jogos em Turno e Returno, com partidas de ida e volta. Os quatro mais bem posicionados, garantem presença na Terceira Fase (Quartas de Final).
Terceira Fase (Quartas-de-Final)
Os oito classificados, vão ser divididos em quatro chaves de duas equipes, jogando em Play-Off eliminatório de duas partidas, e em caso de empate ou vitórias alternadas três, persistindo a igualdade na terceira partida, a equipe de melhor campanha tem a vantagem do empate, para ficar com a vaga. As melhores posicionadas da Primeira Fase, jogarão a segunda partida em casa, assim como a terceira se esta for necessária. Classificam-se para a Quarta Fase (Semi-Final) as quatro equipes vencedoras de cada chave.
Quarta Fase (Semi-Final)
Os quatro classificados, serão divididos em duas chaves, jogando em Play-Off eliminatório de duas partidas, e em caso de empate ou vitórias alternadas três, persistindo a igualdade na terceira partida, a equipe de melhor campanha tem a vantagem do empate, para ficar com a vaga. As melhores posicionadas da Primeira Fase, jogarão a segunda partida em casa, assim como a terceira se esta for necessária. Classificam-se para a Quinta Fase (Final) as equipes vencedoras de cada chave.
Quinta Fase (Final)
Os dois times vencedores, disputam a grande final do torneio a fim de definir o campeão da edição. A decisão ocorrerá em duas partidas, e em caso de empate ou vitórias alternadas três, persistindo a igualdade na terceira partida, a equipe de melhor campanha tem a vantagem do empate, para ficar com o título. O melhor posicionado da Primeira Fase, jogará a segunda partida em casa, assim como a terceira se esta for necessária.
Rebaixamento
Os dois últimos colocados, estarão automaticamente rebaixados para a Chave Prata 2010.
Critérios de Desempate
1. Equipe que obtiver o maior número de pontos;
2. Confronto direto;
3. Goal Average (maior quociente da divisão do número de gols marcados pelo número de gols sofridos);
4. Menor média de gols sofridos na Fase (número de gols sofridos divididos pelo número de jogos);
5. Maior média de gols marcados na Fase (número de gols feitos dividido pelo número de jogos);
6. Maior saldo;
7. Sorteio.

## Participantes em2009
| Clube                    | Cidade                  | Em 2008       | Ginásio                 | Títulos (mais recente) |
| ------------------------ | ----------------------- | ------------- | ----------------------- | ---------------------- |
| Adeafi/Foz Futsal        | Foz do Iguaçu           | (Chave Ouro)  | Costa Cavalcanti        | 3 (último em 2001)     |
| Atlético Pato Branquense | Pato Branco             | (Chave Ouro)  | Dolivar Lavarda         | 1 (último em 2006)     |
| Campo Mourão             | Campo Mourão            | (Chave Ouro)  | Valternei de Oliveira   | 0 (não possui)         |
| Cascavel                 | Cascavel                | (Chave Ouro)  | Sérgio Mauro Festugatto | 3 (último em 2005)     |
| Ciagym                   | Maringá                 | (Chave Ouro)  | Chico Neto              | 0 (não possui)         |
| Cianorte                 | Cianorte                | (Chave Ouro)  | Tancredo Neves          | 0 (não possui)         |
| Colégio Londrinense      | Londrina                | (Chave Ouro)  | Ginásio Moringão        | 0 (não possui)         |
| Copagril                 | Marechal Cândido Rondon | (Chave Ouro)  | Ney Braga               | 0 (não possui)         |
| Francisco Beltrão        | Francisco Beltrão       | (Chave Ouro)  | Arrudão                 | 0 (não possui)         |
| Guarapuava               | Guarapuava              | (Chave Ouro)  | Ginásio Joaquim Prestes | 0 (não possui)         |
| Medianeira               | Medianeira              | (Chave Ouro)  | Antônia Lacerda Braga   | 0 (não possui)         |
| Paraná Clube             | Curitiba                | (Chave Ouro)  | Paraná Clube            | 0 (não possui)         |
| Rio Branco               | Paranaguá               | (Chave Prata) | Albertina Salmon        | 0 (não possui)         |
| São Lucas                | Paranavaí               | (Chave Ouro)  | Lacerdinha              | 0 (não possui)         |
| São Miguel               | São Miguel do Iguaçu    | (Chave Prata) | Joelson Marcelino       | 4 (último em 2002)     |
| Umuarama                 | Umuarama                | (Chave Ouro)  | Amario Vieira da Costa  | 2 (último em 2008)     |

## Taça Paraná de Futsal
| Pos | Times                    | Pts | J  | V  | E | D  | GP | GC | SG  | GA   | %     | Classificação                     |
| --- | ------------------------ | --- | -- | -- | - | -- | -- | -- | --- | ---- | ----- | --------------------------------- |
| 1   | Copagril                 | 34  | 15 | 10 | 4 | 1  | 56 | 26 | 30  | 2,15 | 75,6% | Campeão da Taça Paraná de Futsal  |
| 2   | Umuarama                 | 31  | 15 | 9  | 4 | 2  | 56 | 34 | 22  | 1,64 | 68,9% | Classificados para a Segunda Fase |
| 3   | Cascavel                 | 29  | 15 | 9  | 2 | 4  | 54 | 32 | 11  | 1,68 | 64,4% | Classificados para a Segunda Fase |
| 4   | São Miguel               | 27  | 15 | 8  | 3 | 4  | 50 | 31 | 19  | 1,61 | 60%   | Classificados para a Segunda Fase |
| 5   | Adeafi/Foz Futsal        | 27  | 15 | 8  | 3 | 4  | 53 | 41 | 12  | 1,29 | 60%   | Classificados para a Segunda Fase |
| 6   | Guarapuava               | 27  | 15 | 7  | 6 | 2  | 42 | 33 | 9   | 1,27 | 60%   | Classificados para a Segunda Fase |
| 7   | Ciagym                   | 22  | 15 | 5  | 7 | 3  | 58 | 44 | 14  | 1,31 | 48,9% | Classificados para a Segunda Fase |
| 8   | Colégio Londrinense      | 22  | 15 | 6  | 4 | 5  | 44 | 39 | 5   | 1,12 | 48,9% | Classificados para a Segunda Fase |
| 9   | Francisco Beltrão        | 21  | 15 | 6  | 3 | 6  | 31 | 39 | -8  | 0,79 | 46,7% | Classificados para a Segunda Fase |
| 10  | Rio Branco               | 18  | 15 | 5  | 3 | 7  | 28 | 45 | -17 | 0,62 | 40%   | Classificados para a Segunda Fase |
| 11  | Campo Mourão             | 17  | 15 | 5  | 2 | 8  | 36 | 38 | -2  | 0,94 | 37,8% | Classificados para a Segunda Fase |
| 12  | Paraná Clube             | 16  | 15 | 5  | 1 | 9  | 39 | 45 | -6  | 0,86 | 35,6% | Classificados para a Segunda Fase |
| 13  | Atlético Pato Branquense | 16  | 15 | 4  | 4 | 7  | 41 | 42 | -1  | 0,97 | 35,6% |                                   |
| 14  | São Lucas                | 15  | 15 | 4  | 3 | 8  | 34 | 42 | -8  | 0,81 | 33,3% |                                   |
| 15  | Medianeira Futsal        | 10  | 15 | 3  | 1 | 11 | 34 | 66 | -32 | 0,51 | 22,2% | Rebaixados                        |
| 16  | Cianorte                 | 3   | 15 | 1  | 0 | 14 | 33 | 92 | -59 | 0,35 | 6,7%  | Rebaixados                        |

### Confrontos
Para ler a tabela, a linha horizontal representa os jogos da equipe como mandante. A coluna vertical indica os jogos da equipe como visitante.
|                          | ADF | APB | CAM | CAS | CGY | CIA | CLO | COP | FBE | GUA | MED | PAR | RIO | SLU | SMI | UMU |
| ------------------------ | --- | --- | --- | --- | --- | --- | --- | --- | --- | --- | --- | --- | --- | --- | --- | --- |
| Adeafi/Foz Futsal        | —   | 6-3 | 1-0 | 0–3 | 4–4 | -   | -   | -   | -   | -   | 5-1 | 4-2 | -   | -   | 4-3 | 5–6 |
| Atlético Pato Branquense | -   | —   | 2–2 | -   | 4–4 | 8-0 | -   | -   | 1–2 | -   | -   | 1–4 | -   | 1-0 | 1–2 | -   |
| Campo Mourão             | -   | -   | —   | -   |     | 5-1 | 1–4 | 1–4 | 1–2 | 3-2 | -   | -   | 4-1 | 2–2 | -   | -   |
| Cascavel                 | -   | 5–6 | 2-1 | —   | -   | -   | -   | -   | 3-1 | -   | 8-3 | 6-1 | -   | 1-0 | 2–2 | 4-1 |
| Ciagym                   | -   | -   | 4-2 | 3-1 | —   | 8-2 | 4–4 | -   | -   | 3–3 | 7-1 | -   | -   | -   | 2–3 |     |
| Cianorte                 | 4–8 | -   | -   | 2–6 | -   | —   | 4-3 | -   | -   | 5–6 | 7-4 | -   | 1–3 | -   | 2–9 | 1–2 |
| Colégio Londrinense      | 2–2 | 2–6 | -   | 5-4 | -   | -   | —   | 2–3 |     | 0–0 | 7-1 | 3-1 | -   | 2–2 | -   | -   |
| Copagril                 | 6-2 | 5-2 | -   | 2-1 | 2–2 | 8-0 | -   | —   | -   | 4–4 | -   | -   | 6-0 | -   | 5-2 | -   |
| Francisco Beltrão        | 2–2 | -   | -   | -   | 4–4 | 4-1 | 2–4 | 1–2 | —   | 1–1 | -   | -   | 0–2 | -   | 4-3 | -   |
| Guarapuava               | 3-2 | 2-0 | -   | 4–4 | -   | -   | -   | -   | -   | —   | 4-2 | 4-3 | -   | 3-0 | 4-3 | -   |
| Medianeira               | -   | 3-1 | 1–7 | -   | -   | -   | -   | 1–4 | 2–3 | -   | —   | 4-2 | -   | 2–3 | -   | -   |
| Paraná Clube             | -   | -   | 4–5 | -   | 3-2 | 9-4 | -   | 3-1 | 3-1 | -   | -   | —   | 0–1 | -   | 1–1 | -   |
| Rio Branco               | 1–5 | 2–2 | -   | 1–4 | -   | -   | 5-3 | -   | -   | 2-1 | 1–1 | -   | —   | 4–5 | -   | -   |
| São Lucas                | 1–3 | -   | -   | -   | 1–3 | 6-2 | -   | 3–3 | 3–4 | -   | -   | 3-1 | -   | —   | -   | 3–5 |
| São Miguel               | -   | -   | 2-1 | -   | -   | -   | 1–2 | -   | 7-0 | -   | 4-2 | -   | 3-1 | 6-2 | —   | 2–2 |
| Umuarama                 | -   | -   | 6-1 | -   | 6-4 | -   | 3-1 | 1–1 | -   | 1–1 | 6-2 | 5-2 | 6-0 | -   | -   | —   |

| Vitória do mandante; Vitória do visitante; Empate. |

### Premiação
| Taça Paraná de Futsal de 2009       |
| ----------------------------------- |
| Copagril Futsal Campeão (1º título) |

## Segunda Fase

### Grupo A
| Pos | Times               | Pts | J  | V | E | D | GP | GC | SG  | GA   | %     | Classificação               |
| --- | ------------------- | --- | -- | - | - | - | -- | -- | --- | ---- | ----- | --------------------------- |
| 1   | Copagril            | 20  | 10 | 6 | 2 | 2 | 28 | 17 | 11  | 1,65 | 66,7% | Classificados aos Play-Offs |
| 2   | Cascavel            | 20  | 10 | 6 | 2 | 2 | 30 | 19 | 11  | 1,58 | 66,7% | Classificados aos Play-Offs |
| 3   | Guarapuava          | 20  | 10 | 6 | 2 | 2 | 27 | 20 | 7   | 1,35 | 66,7% | Classificados aos Play-Offs |
| 4   | Colégio Londrinense | 11  | 10 | 3 | 2 | 5 | 20 | 26 | -6  | 0,77 | 36,7% | Classificados aos Play-Offs |
| 5   | Paraná Clube        | 10  | 10 | 3 | 1 | 6 | 14 | 22 | -8  | 0,64 | 33,3% | Eliminados                  |
| 6   | Rio Branco          | 4   | 10 | 1 | 1 | 8 | 13 | 28 | -15 | 0,46 | 13,3% | Eliminados                  |

#### Confrontos
Para ler a tabela, a linha horizontal representa os jogos da equipe como mandante. A coluna vertical indica os jogos da equipe como visitante.
|                     | CAS | CLO | COP | GUA | PAR | RIO |
| ------------------- | --- | --- | --- | --- | --- | --- |
| Cascavel            | —   | 7-4 | 2–2 | 3–3 | 5-0 | 4-1 |
| Colégio Londrinense | 0–1 | —   | 1–3 | 4-3 | 3–3 | 2-1 |
| Copagril            | 3-2 | 3-1 | —   | 2–3 | 5-2 | 6-3 |
| Guarapuava          | 4-1 | 3-2 | 1–1 | —   | 2-1 | 5-2 |
| Paraná Clube        | 1–2 | 1–2 | 2-1 | 2-0 | —   | 2-1 |
| Rio Branco          | 1–3 | 1–1 | 0–2 | 2–3 | 1-0 | —   |

| Vitória do mandante; Vitória do visitante; Empate. |

### Grupo B
| Pos | Times             | Pts | J  | V | E | D | GP | GC | SG  | GA   | %     | Classificação               |
| --- | ----------------- | --- | -- | - | - | - | -- | -- | --- | ---- | ----- | --------------------------- |
| 1   | São Miguel        | 23  | 10 | 7 | 2 | 1 | 38 | 22 | 16  | 1,73 | 76,7% | Classificados aos Play-Offs |
| 2   | Umuarama          | 19  | 10 | 6 | 1 | 3 | 30 | 25 | 5   | 1,20 | 63,3% | Classificados aos Play-Offs |
| 3   | Adeafi/Foz Futsal | 13  | 10 | 4 | 1 | 5 | 32 | 33 | -1  | 0,97 | 43,3% | Classificados aos Play-Offs |
| 4   | Ciagym            | 11  | 10 | 3 | 2 | 5 | 35 | 34 | 1   | 1,03 | 36,7% | Classificados aos Play-Offs |
| 5   | Francisco Beltrão | 11  | 10 | 2 | 5 | 3 | 29 | 40 | -11 | 0,73 | 36,7% | Eliminados                  |
| 6   | Campo Mourão      | 6   | 10 | 1 | 3 | 6 | 27 | 37 | -10 | 0,73 | 20%   | Eliminados                  |

#### Confrontos
Para ler a tabela, a linha horizontal representa os jogos da equipe como mandante. A coluna vertical indica os jogos da equipe como visitante.
|                   | ADF | CAM | CGY | FBE | SMI | UMU |
| ----------------- | --- | --- | --- | --- | --- | --- |
| Adeafi/Foz Futsal | —   | 3–5 | 5-2 | 6-3 | 3–4 | 3-2 |
| Campo Mourão      | 3–4 | —   | 3–3 | 4–5 | 3–3 | 3–4 |
| Ciagym            | 4-3 | 6-1 | —   | 8-3 | 2–4 | 3–4 |
| Francisco Beltrão | 2–2 | 3–3 | 3–3 | —   | 5-4 | 3–3 |
| São Miguel        | 7-3 | 4-1 | 3-0 | 2–2 | —   | 3-2 |
| Umuarama          | 1-0 | 2-1 | 6-4 | 5-1 | 1–4 | —   |

| Vitória do mandante; Vitória do visitante; Empate. |

## Play-Offs
|  | Quartas de final      | Quartas de final                  | Quartas de final | Quartas de final |                                   |   | Semifinais | Semifinais | Semifinais | Semifinais |  |  | Final | Final | Final | Final |
|  |                       |                                   |                  |                  |                                   |   |            |            |            |            |  |  |       |       |       |       |
|  | 2, 10 e 14 de outubro |                                   |                  |                  |                                   |   |            |            |            |            |  |  |       |       |       |       |
|  |                       |                                   |                  |                  |                                   |   |            |            |            |            |  |  |       |       |       |       |
|  | Copagril              | 3                                 | 2                | 1                |                                   |   |            |            |            |            |  |  |       |       |       |       |
|  | Copagril              | 3                                 | 2                | 1                | 17 de outubro, 7 e 11 de novembro |   |            |            |            |            |  |  |       |       |       |       |
|  | Ciagym                | 2                                 | 3                | 1                |                                   |   |            |            |            |            |  |  |       |       |       |       |
|  | Ciagym                | 2                                 | 3                | 1                | Copagril                          | 2 | 2          | 2          |            |            |  |  |       |       |       |       |
|  | 2 e 10 de outubro     |                                   |                  |                  | Copagril                          | 2 | 2          | 2          |            |            |  |  |       |       |       |       |
|  |                       | Umuarama                          | 6                | 1                | 0                                 |   |            |            |            |            |  |  |       |       |       |       |
|  | Umuarama              | Umuarama                          | 6                | 1                | 0                                 | 4 | 2          |            |            |            |  |  |       |       |       |       |
|  | Umuarama              |                                   |                  |                  | 21 e 27 de novembro               | 4 | 2          |            |            |            |  |  |       |       |       |       |
|  | Guarapuava            | 4                                 | 1                |                  |                                   |   |            |            |            |            |  |  |       |       |       |       |
|  | Guarapuava            | 4                                 | 1                | Copagril         | 5                                 | 5 |            |            |            |            |  |  |       |       |       |       |
|  | 3 e 10 de outubro     |                                   |                  | Copagril         | 5                                 | 5 |            |            |            |            |  |  |       |       |       |       |
|  |                       | São Miguel                        | 2                | 1                |                                   |   |            |            |            |            |  |  |       |       |       |       |
|  | São Miguel            | São Miguel                        | 2                | 1                | 3                                 | 3 |            |            |            |            |  |  |       |       |       |       |
|  | São Miguel            | 17 de outubro, 7 e 12 de novembro |                  |                  | 3                                 | 3 |            |            |            |            |  |  |       |       |       |       |
|  | Colégio Londrinense   | 3                                 | 2                |                  |                                   |   |            |            |            |            |  |  |       |       |       |       |
|  | Colégio Londrinense   | 3                                 | 2                | São Miguel       | 3                                 | 1 | 3          |            |            |            |  |  |       |       |       |       |
|  | 3 e 9 de outubro      |                                   |                  | São Miguel       | 3                                 | 1 | 3          |            |            |            |  |  |       |       |       |       |
|  |                       | Cascavel                          | 2                | 4                | 3                                 |   |            |            |            |            |  |  |       |       |       |       |
|  | Cascavel              | Cascavel                          | 2                | 4                | 3                                 | 2 | 3          |            |            |            |  |  |       |       |       |       |
|  | Cascavel              |                                   |                  |                  |                                   | 2 | 3          |            |            |            |  |  |       |       |       |       |
|  | Adeafi/Foz Futsal     | 2                                 | 0                |                  |                                   |   |            |            |            |            |  |  |       |       |       |       |
|  | Adeafi/Foz Futsal     | 2                                 | 0                |                  |                                   |   |            |            |            |            |  |  |       |       |       |       |

## Final

### Primeiro jogo
| 14 de novembro de 2009 | São Miguel       | 2 - 5 | Copagril       | Ginásio Joelson Marcelino |
| 20:30                  | Paquito · Wendel |       | Gadeia · Renan |                           |

### Segundo jogo
| 27 de novembro de 2009 | Copagril                             | 5 - 1 | São Miguel | Ginásio Ney Braga |
| 20:45                  | Diego · Marquinhos · Rafael · Gadeia |       | Wendel     |                   |

## Premiação
| Campeonato Paranaense de Futsal de 2009 |
| --------------------------------------- |
| Copagril Futsal (1º título)             |

Os seguintes prêmios foram designados no torneio:
| Artilheiro              | Melhor Jogador        | Melhor Goleiro   |
| ----------------------- | --------------------- | ---------------- |
| Thiago Bolinha (Ciagym) | Henrique (São Miguel) | Diogo (Copagril) |

## Classificação Geral
| Pos | Times                    | Pts | J  | V  | E  | D  | GP  | GC | SG  | GA   | %     | Classificação                   |
| --- | ------------------------ | --- | -- | -- | -- | -- | --- | -- | --- | ---- | ----- | ------------------------------- |
| 1   | Copagril                 | 70  | 33 | 21 | 7  | 5  | 106 | 59 | 47  | 1,79 | 70,1% | Finalistas                      |
| 2   | São Miguel               | 58  | 32 | 17 | 7  | 8  | 104 | 77 | 27  | 1,35 | 60%   | Finalistas                      |
| 3   | Umuarama                 | 57  | 30 | 17 | 6  | 7  | 99  | 67 | 25  | 1,47 | 63,3% | Eliminados nas semifinais       |
| 4   | Cascavel                 | 57  | 30 | 16 | 6  | 7  | 98  | 60 | 38  | 1,63 | 63,3% | Eliminados nas semifinais       |
| 5   | Guarapuava               | 48  | 27 | 13 | 9  | 5  | 74  | 59 | 15  | 1,27 | 59,6% | Eliminados nas Quartas-de-final |
| 6   | Adeafi/Foz Futsal        | 41  | 27 | 12 | 5  | 10 | 87  | 79 | 8   | 1,10 | 50,8% | Eliminados nas Quartas-de-final |
| 7   | Ciagym                   | 37  | 28 | 9  | 10 | 9  | 105 | 84 | 21  | 1,25 | 44,5% | Eliminados nas Quartas-de-final |
| 8   | Colégio Londrinense      | 34  | 27 | 9  | 7  | 11 | 69  | 71 | -2  | 0,98 | 41,1% | Eliminados nas Quartas-de-final |
| 9   | Francisco Beltrão        | 32  | 25 | 8  | 7  | 9  | 60  | 79 | -19 | 0,75 | 42,7% | Eliminados na Segunda Fase      |
| 10  | Paraná Clube             | 26  | 25 | 8  | 2  | 15 | 53  | 67 | -14 | 0,79 | 34,7% | Eliminados na Segunda Fase      |
| 11  | Campo Mourão             | 23  | 25 | 6  | 5  | 14 | 63  | 75 | -12 | 0,84 | 30,7% | Eliminados na Segunda Fase      |
| 12  | Rio Branco               | 22  | 25 | 6  | 4  | 15 | 41  | 73 | -32 | 0,56 | 29,3% | Eliminados na Segunda Fase      |
| 13  | Atlético Pato Branquense | 16  | 15 | 4  | 4  | 7  | 41  | 42 | -1  | 0,97 | 35,6% | Eliminados na Primeira Fase     |
| 14  | São Lucas                | 15  | 15 | 4  | 3  | 8  | 34  | 42 | -8  | 0,81 | 33,3% | Eliminados na Primeira Fase     |
| 15  | Medianeira               | 10  | 15 | 3  | 1  | 11 | 34  | 66 | -32 | 0,51 | 22,2% | Rebaixados                      |
| 16  | Cianorte                 | 3   | 15 | 1  | 0  | 14 | 33  | 92 | -59 | 0,35 | 6,7%  | Rebaixados                      |